# Gerrymandering

Un'immagine esplicativa degli effetti del fenomeno detto gerrymandering

Il gerrymandering (parola inglese che nasce dalla fusione di due termini, Gerry, nome proprio, e salamander, "salamandra") è un metodo ingannevole per ridisegnare i confini dei collegi nel sistema elettorale maggioritario.

## Storia
Ideatore di questo sistema di ridisegno dei collegi è stato il politico statunitense Elbridge Gerry (1744-1814), allora governatore del Massachusetts; questi, sapendo che all'interno di una certa regione (dipartimento o stato) ci possono essere parti della popolazione (ben localizzabili) favorevoli a un partito o a un politico (ad esempio, seguendo le dicotomie centro/periferia, giovani/vecchi, ceto basso/ceto medio o alto), disegnò un nuovo collegio elettorale con confini particolarmente tortuosi, per incorporarvi parti della popolazione a lui favorevoli ed escludendo porzioni a lui sfavorevoli, al fine di garantire un'ipotetica rielezione. Le linee di tale collegio erano così irregolari e tortuose da farlo sembrare a forma di salamandra (da qui la seconda parte del termine "salamander", appunto "salamandra" in inglese).
Di particolare importanza storica per le conseguenze che ha avuto riguardo ai troubles in Irlanda del Nord fu il gerrymandering operato dagli unionisti nella città di Derry per garantirsi la maggioranza nel governo cittadino.

## Nella giurisprudenza costituzionale
Il gerrymandering, nel sistema politico degli Stati Uniti, ha dato luogo a uno dei primi casi in cui i giudici abbandonarono la tradizionale deferenza verso il legislatore elettorale, proclamando l'incostituzionalità delle modifiche «motivated by invidious partisan intent» ("motivate da un'intenzione detestabile e di parte"): la legge demanda direttamente la competenza a un collegio di tre giudici e, in appello contro di esso, alla Corte suprema.